# Mixtape 3654
Mixtape 3654 – mixtape DJ-a Decksa, wydany z okazji 20-lecia działalności muzycznej. Wydawnictwo ukazało się 14 grudnia 2018 roku nakładem wytwórni muzycznej My Music.

## Lista utworów
1. DJ Decks – Intro
2. Słoń/ Sarius / Pyskaty – "Nieważne" (5rmx)
3. Juras / Fu / Pono / Koras – "A Jednak" (3rmx)
4. Płomień 81 – "Płomień + Decks = Czysty Hip Hop" (5rmx)
5. Hemp Gru – "Tak Trzymaj" (6rmx)
6. WWO – "Lojalność I Przyjaźń" (5rmx)
7. Ry23 / Paluch / Oldas / Pele / Kobra / Gandzior / Shellerini / Medi Top Glon - "Od Świtu Do Zmierzchu" (6rmx)
8. Quebonafide / Hans 52 – "Autentyczna Konfrontacja" (5rmx)
9. Szpaku / Shellerini / Kaz Bałagane – "Jakoś Idzie" (4rmx)
10. Mezo / Owal – "Cel" (5rmx)
11. Kuba Knap / Ero / O.S.T.R. – "Prze Hip Hop" (4rmx)
12. Gural / Peja – "Dla Moich Ludzi" (6rmx)
13. 2cztery7 – "Rozpoznaj" (5rmx)
14. Kajman – "Praż Albo Giń" (4rmx)
15. PTP – "Na Mixtejpie U Decksa" (6rmx)
16. Skazani na Sukcezz – "Rzucisz Ręcznik Na Ring" (6rmx)
17. Ero / Kosi - "Jebane Plny" (3rmx)
18. PIH / Sokół / O.S.T.R. / Kroolik Underwood – "Zanik Świadomości" (3rmx)
19. TDF / AHA - "IV-RP"/"Zła Dziewczyna" (6rmx)
20. Małach / Kali / Rufuz – "Zmrok" (4rmx)
21. Vienio / Pele – "Za Mikrofonem" (5rmx)
22. Włodi – "Włodi Dla Decksa" (4rmx)
23. Paluch / Borixon – "Nie Dla Dzieci" (5rmx)
24. Grammatik – "Szansa" (3rmx)
25. WWO – "To Dla Mnie Ważne" (6rmx)
26. Wychowani Na Błędach – "Dziwi Mnie" (3rmx)
27. KęKę / Sitek – "Jawa Czy Sen?"/"Autentyk" (4rmx)
28. Kobik / Oxon - "Szkoła Młodych Gniewnych" (4rmx)
29. Poszwixxx - "Skit" (6rmx Trzeba Żyć)
30. Otsochodzi – "Paryż" (3rmx)
31. Abradab / Fokus – "Styl, Rap, Bit, Pasja" (3rmx)
32. Kaczor / Kali – "Lecimy Od Lat" (5rmx)
33. Solar / Eripe / Paluch / VNM – "Poniedziałkowy Sen" (4rmx)
34. Śliwa – "Kilka Pytań" (3rmx)

## Listy sprzedaży
| Terytorium | Lista | Pozycja | Źr.   |
| ---------- | ----- | ------- | ----- |
| Polska     | OLiS  | 30      | [ 3 ] |